# Proteopharmacis ardescens
Proteopharmacis ardescens är en fjärilsart som beskrevs av Butler 1882. Proteopharmacis ardescens ingår i släktet Proteopharmacis och familjen mätare. Inga underarter finns listade i Catalogue of Life.